# Championnats d'Europe de gymnastique rythmique 2016
Navigation
Édition précédente Édition suivante
Les 32es championnats d'Europe de gymnastique rythmique ont eu lieu à Holon, en Israël, du 17 juin au 19 juin 2016.

## Participants
| - Andorre - Arménie - Autriche - Azerbaïdjan - Biélorussie - Bulgarie - Croatie - Chypre - Tchéquie - Estonie - France - Finlande | - Géorgie - Allemagne - Grèce - Hongrie - Israël - Italie - Lettonie - Lituanie - Luxembourg - Moldavie - Pays-Bas - Norvège | - Pologne - Portugal - Roumanie - Russie - Slovénie - Serbie - Espagne - Suisse - Slovaquie - Suède - Turquie - Ukraine - Royaume-Uni |

## Programme
- Vendredi 17 juin
  - 09:30-11:30 Juniors, groupe A - corde + cerceau
  - 11:50-14:10 Juniors, groupe B - corde + cerceau
  - 14:25-16:45 Juniors, groupe C - corde + cerceau
  - 17:30-17:55 Cérémonie d'ouverture
  - 18:00 – 20:35 Groupes seniors-alternant 5 rubans / 6 massues & 2 cerceaux
- Samedi 18 juin
  - 09:00-11:20 Juniors, groupe B - ballon + massues
  - 11:45-14:05 Juniors, groupe C - ballon  + massues
  - 14:20 – 16:40 Juniors, groupe A - ballon  + massues
  - 16:40 – 16:55 Cérémonie de remise des médailles – Équipes Juniors
  - 17:00 – 19:00 Seniors Groupe B
  - 19:00 – 21:05 Seniors Groupe A
  - Cérémonie de remise des médailles – Seniors
- Dimanche 19 juin
  - 13:00-13:50 Finales Juniors (corde & cerceau)
  - 13:50-14:05 Cérémonie de remise des médailles (corde & cerceau)
  - 14:05-14:55 Finales Juniors (ballon & massues)
  - 14:55-15:10 Cérémonie de remise des médailles (ballon & massues)
  - 16:15 – 16:55 Finales groupes seniors - 5 rubans
  - 16:57-18:00 Finales groupes seniors – 6 clubs & 2 cerceaux
  - Cérémonie de remise des médailles (groupes 5 rubans, 6 massues & 2 cerceaux)
  - 18:30 Gala + Cérémonie de clôture

## Médaillés
| Épreuve                                         | Or                                                                                                  | Argent | Bronze |
| ----------------------------------------------- | --------------------------------------------------------------------------------------------------- | --- | --- |
| Finales individuelles seniors                   | | | |
| Concours général individuel résultats détaillés | Yana Kudryavtseva RUS                                                                               | Margarita Mamun RUS                                                                                                 | Ganna Rizatdinova UKR                                                                                           |
| Finales groupes seniors                         | | | |
| Concours général groupes résultats détaillés    | Russie Anastasia Bliznyuk Anastasia Maksimova Ksenia Poliakova Anastasiia Tatareva Maria Tolkacheva | Biélorussie Ksenya Cheldishkina Hanna Dudzenkova Maryia Katsiak Maria Kadobina Valeriya Pischelina Arina Tsitsilina | Israël Yuval Filo Alona Koshevatskiy Ekaterina Levina Karina Lykhvar Ida Mayrin                                 |
| 5 rubans résultats détaillés                    | Biélorussie Hanna Dudzenkova Maryia Katsiak Maria Kadobina Valeriya Pischelina Arina Tsitsilina     | Israël Yuval Filo Alona Koshevatskiy Ekaterina Levina Karina Lykhvar Ida Mayrin                                     | Espagne Alejandra Quereda Artemi Gavezou Elena López Lourdes Mohedano Sandra Aguilar                            |
| 6 massues + 2 cerceaux résultats détaillés      | Israël Yuval Filo Alona Koshevatskiy Ekaterina Levina Karina Lykhvar Ida Mayrin                     | Espagne Alejandra Quereda Artemi Gavezou Elena López Lourdes Mohedano Sandra Aguilar                                | Bulgarie Mihaela Maevska-Velichkova Reneta Kamberova Tsvetelina Naydenova Lyubomira Kazanova Hristiana Todorova |
| Finales juniors                                 | | | |
| Concours par équipes résultats détaillés        | Russie Alina Ermolova Polina Shmatko Maria Sergeeva                                                 | Biélorussie Julia Evchik Alina Harnasko Yuliya Isachanka                                                            | Italie Alexandra Agiurgiuculese Milena Baldassarri                                                              |
| Corde résultats détaillés                       | Alina Ermolova RUS                                                                                  | Julia Evchik BLR | Alexandra Agiurgiuculese ITA                                                                                    |
| Cerceau résultats détaillés                     | Maria Sergeeva RUS                                                                                  | Nicol Zelikman ISR                                                                                                  | Non décernée |
| Cerceau résultats détaillés                     | Maria Sergeeva RUS                                                                                  | Alina Harnasko BLR                                                                                                  | Non décernée |
| Ballon résultats détaillés                      | Polina Shmatko RUS                                                                                  | Alexandra Agiurgiuculese ITA                                                                                        | Nicol Zelikman ISR                                                                                              |
| Massues résultats détaillés                     | Polina Shmatko RUS                                                                                  | Alexandra Agiurgiuculese ITA                                                                                        | Yuliya Isachanka BLR                                                                                            |

## Résultats

### Seniors

#### Concours général individuel
| Place              | Nom                          | Pays        |        |        |        |        | Total  |
| ------------------ | ---------------------------- | ----------- | ------ | ------ | ------ | ------ | ------ |
| Médaille d'or      | Yana Kudryavtseva            | Russie      | 18.866 | 19.100 | 19.166 | 18.950 | 76.082 |
| Médaille d'argent  | Margarita Mamun              | Russie      | 18.000 | 19.166 | 19.333 | 19.133 | 75.632 |
| Médaille de bronze | Ganna Rizatdinova            | Ukraine     | 18.966 | 18.683 | 18.900 | 18.750 | 75.299 |
| 4                  | Melitina Staniouta           | Biélorussie | 18.733 | 17.816 | 18.766 | 18.400 | 73.715 |
| 5                  | Salome Pazhava               | Géorgie     | 18.100 | 18.483 | 18.400 | 18.450 | 73.433 |
| 6                  | Victoria Veinberg Filanovsky | Israël      | 18.400 | 18.233 | 18.266 | 18.183 | 73.082 |
| 7                  | Marina Durunda               | Azerbaïdjan | 18.150 | 18.083 | 17.683 | 18.200 | 72.116 |
| 8                  | Linoy Ashram                 | Israël      | 18.133 | 18.000 | 17.975 | 17.966 | 72.074 |
| 9                  | Carolina Rodriguez           | Espagne     | 18.050 | 18.000 | 17.966 | 18.033 | 72.049 |
| 10                 | Neviana Vladinova            | Bulgarie    | 18.066 | 17.983 | 17.808 | 17.950 | 71.807 |
| 11                 | Katsiaryna Halkina           | Biélorussie | 17.558 | 18.316 | 18.216 | 17.066 | 71.156 |
| 12                 | Veronica Bertolini           | Italie      | 17.616 | 17.650 | 17.666 | 17.266 | 70.198 |
| 13                 | Katrin Taseva                | Bulgarie    | 17.266 | 17.633 | 17.483 | 17.500 | 69.882 |
| 14                 | Varvara Filiou               | Grèce       | 17.666 | 17.475 | 17.700 | 16.641 | 69.482 |
| 15                 | Ekaterina Volkova            | Finlande    | 17.600 | 17.600 | 15.950 | 17.400 | 68.550 |
| 16                 | Viktoriia Mazur              | Ukraine     | 15.950 | 17.425 | 17.250 | 17.466 | 68.091 |
| 17                 | Jouki Tikkanen               | Finlande    | 17.166 | 16.150 | 17.133 | 17.033 | 67.482 |
| 18                 | Alessia Russo                | Italie      | 17.066 | 17.116 | 15.833 | 17.083 | 67.098 |
| 19                 | Natalia Garcia Timofeeva     | Espagne     | 16.083 | 17.333 | 15.566 | 17.266 | 66.248 |
| 20                 | Zhala Piriyeva               | Azerbaïdjan | 15.700 | 14.300 | 16.583 | 15.083 | 61.666 |

#### Concours général groupes
| Place              | Pays        | 5      | 6 2    | Total  |
| ------------------ | ----------- | ------ | ------ | ------ |
| Médaille d'or      | Russie      | 18.583 | 18.825 | 37.408 |
| Médaille d'argent  | Biélorussie | 18.333 | 18.516 | 36.849 |
| Médaille de bronze | Israël      | 18.216 | 18.333 | 36.549 |
| 4                  | Italie      | 17.983 | 17.950 | 35.933 |
| 5                  | Bulgarie    | 17.850 | 18.000 | 35.850 |
| 6                  | Espagne     | 17.650 | 17.683 | 35.333 |
| 7                  | Finlande    | 16.650 | 17.083 | 33.733 |
| 8                  | Grèce       | 16.733 | 16.683 | 33.416 |
| 9                  | Allemagne   | 16.183 | 17.200 | 33.383 |
| 10                 | Suisse      | 16.083 | 16.683 | 32.766 |
| 11                 | Azerbaïdjan | 17.033 | 15.400 | 32.433 |
| 12                 | Hongrie     | 15.050 | 16.483 | 31.533 |
| 13                 | Ukraine     | 17.333 | 14.008 | 31.341 |
| 14                 | Slovénie    | 15.166 | 14.416 | 29.582 |
| 15                 | Tchéquie    | 13.450 | 16.000 | 29.450 |
| 16                 | Lettonie    | 14.100 | 13.950 | 28.050 |

#### Groupe 5 rubans
| Place              | Pays        | D Score | E Score | Pen. | Total  |
| ------------------ | ----------- | ------- | ------- | ---- | ------ |
| Médaille d'or      | Biélorussie | 9.259   | 9.266   | 0.0  | 18.516 |
| Médaille d'argent  | Israël      | 9.200   | 9.200   | 0.0  | 18.400 |
| Médaille de bronze | Espagne     | 9.000   | 9.133   | 0.0  | 18.133 |
| 4                  | Bulgarie    | 9.000   | 9.066   | 0.0  | 18.066 |
| 5                  | Russie      | 9.100   | 8.833   | 0.0  | 17.933 |
| 6                  | Italie      | 8.775   | 8.900   | 0.0  | 17.675 |
| 7                  | Ukraine     | 8.850   | 8.800   | 0.0  | 17.650 |
| 8                  | Azerbaïdjan | 8.550   | 8.783   | 0.0  | 17.333 |

#### Groupe 6 massues + 2 cerceaux
| Place              | Pays        | D Score | E Score | Pen. | Total  |
| ------------------ | ----------- | ------- | ------- | ---- | ------ |
| Médaille d'or      | Israël      | 9.050   | 9.266   | 0.0  | 18.316 |
| Médaille d'argent  | Espagne     | 9.100   | 9.133   | 0.0  | 18.233 |
| Médaille de bronze | Bulgarie    | 9.050   | 9.133   | 0.0  | 18.183 |
| 4                  | Biélorussie | 9.000   | 8.666   | 0.0  | 17.666 |
| 5                  | Finlande    | 8.600   | 8.600   | 0.0  | 17.200 |
| 6                  | Allemagne   | 8.400   | 8.500   | 0.0  | 16.900 |
| 7                  | Italie      | 8.600   | 8.166   | 0.0  | 16.766 |
| 8                  | Russie      | 8.425   | 7.566   | 0.0  | 15.991 |

### Juniors

#### Par équipes
| Class.             | Pays        |        |        |        |        | Total   |
| ------------------ | ----------- | ------ | ------ | ------ | ------ | ------- |
| Médaille d'or      | Russie      | 16.866 | 16.933 | 33.483 | 33.749 | 101.031 |
| Médaille d'argent  | Biélorussie | 16.625 | 33.449 | 33.566 | 16.733 | 100.373 |
| Médaille de bronze | Italie      | 0.000  | 32.533 | 33.150 | 33.300 | 98.983  |
| 4                  | Israël      | 32.524 | 32.900 | 16.666 | 16.650 | 98.740  |
| 5                  | Bulgarie    | 16.000 | 16.000 | 31.799 | 16.533 | 96.289  |
| 6                  | Ukraine     | 15.750 | 31.616 | 31.799 | 15.866 | 95.031  |
| 7                  | Arménie     | 15.933 | 31.158 | 15.766 | 31.791 | 94.648  |
| 8                  | Azerbaïdjan | 30.941 | 31.158 | 0.000  | 30.666 | 92.765  |
| 9                  | Allemagne   | 30.916 | 30.707 | 15.416 | 15.566 | 92.605  |
| 10                 | Hongrie     | 30.650 | 31.116 | 15.166 | 15.166 | 92.098  |
| 11                 | Géorgie     | 15.100 | 30.749 | 15.000 | 30.799 | 91.648  |
| 12                 | France      | 30.483 | 15.066 | 15.616 | 30.416 | 91.581  |
| 13                 | Turquie     | 15.450 | 30.383 | 15.233 | 30.491 | 91.557  |
| 14                 | Espagne     | 30.583 | 30.324 | 30.049 | 0.000  | 90.956  |
| 15                 | Pologne     | 30.158 | 30.374 | 14.966 | 15.225 | 90.723  |
| 16                 | Roumanie    | 15.316 | 29.933 | 30.183 | 14.933 | 90.365  |
| 17                 | Grèce       | 14.658 | 15.350 | 30.582 | 29.650 | 90.240  |
| 18                 | Moldavie    | 15.116 | 28.416 | 30.383 | 14.900 | 88.815  |
| 19                 | Autriche    | 14.275 | 29.466 | 14.900 | 29.966 | 88.607  |
| 20                 | Estonie     | 14.916 | 29.366 | 14.700 | 29.158 | 88.140  |
| 21                 | Royaume-Uni | 14.250 | 29.583 | 14.458 | 29.849 | 88.140  |
| 22                 | Lettonie    | 0.000  | 29.616 | 29.116 | 29.366 | 88.098  |
| 23                 | Finlande    | 29.033 | 0.000  | 29.349 | 29.466 | 87.848  |
| 24                 | Tchéquie    | 0.000  | 29.308 | 28.250 | 29.932 | 87.490  |
| 25                 | Portugal    | 28.666 | 14.633 | 14.766 | 28.899 | 86.964  |
| 26                 | Serbie      | 28.116 | 14.875 | 14.433 | 28.382 | 85.806  |
| 27                 | Chypre      | 28.166 | 0.000  | 28.374 | 28.016 | 84.556  |
| 28                 | Slovénie    | 27.233 | 28.049 | 28.266 | 0.000  | 83.548  |
| 29                 | Croatie     | 12.758 | 28.225 | 27.100 | 13.916 | 81.999  |
| 30                 | Lituanie    | 13.483 | 27.600 | 27.083 | 13.650 | 81.816  |
| 31                 | Slovaquie   | 13.533 | 26.758 | 28.066 | 13.316 | 81.673  |
| 32                 | Norvège     | 12.966 | 27.533 | 13.208 | 27.383 | 81.090  |
| 33                 | Irlande     | 12.750 | 24.241 | 24.583 | 13.741 | 76.315  |
| 34                 | Suède       | 12.616 | 12.966 | 25.316 | 25.383 | 76.281  |
| 35                 | Andorre     | 11.400 | 11.933 | 22.883 | 24.307 | 70.523  |
| 36                 | Monténégro  | 15.874 | 9.450  | 16.716 | 7.866  | 49.905  |

#### Corde
| Place              | Gymnaste                 | Pays        | D Score | E Score | Pen. | Total  |
| ------------------ | ------------------------ | ----------- | ------- | ------- | ---- | ------ |
| Médaille d'or      | Alina Ermolova           | Russie      | 7.750   | 9.300   | 0.0  | 17.050 |
| Médaille d'argent  | Julia Evchik             | Biélorussie | 7.650   | 9.266   | 0.0  | 16.916 |
| Médaille de bronze | Alexandra Agiurgiuculese | Italie      | 7.350   | 9.033   | 0.0  | 16.383 |
| 4                  | Yuliana Telegina         | Israël      | 7.350   | 8.933   | 0.0  | 16.283 |
| 5                  | Yoana Nikolova           | Bulgarie    | 7.300   | 8.900   | 0.0  | 16.200 |
| 6                  | Khrystna Pohranychna     | Ukraine     | 7.150   | 8.900   | 0.0  | 16.050 |
| 7                  | Yulia Vodopyanova        | Arménie     | 7.200   | 8.766   | 0.0  | 15.966 |
| 8                  | Veronika Hudis           | Azerbaïdjan | 6.900   | 8.600   | 0.0  | 15.500 |

#### Cerceau
| Place             | Gymnaste                 | Pays        | D Score | E Score | Pen. | Total  |
| ----------------- | ------------------------ | ----------- | ------- | ------- | ---- | ------ |
| Médaille d'or     | Maria Sergeeva           | Russie      | 7.800   | 9.300   | 0.0  | 16.900 |
| Médaille d'argent | Alina Harnasko           | Biélorussie | 7.800   | 9.100   | 0.0  | 16.700 |
| Médaille d'argent | Nicol Zelikman           | Israël      | 7.500   | 9.200   | 0.0  | 16.700 |
| 4                 | Alexandra Agiurgiuculese | Italie      | 7.125   | 9.033   | 0.0  | 16.158 |
| 5                 | Yoana Nikolova           | Bulgarie    | 6.950   | 8.900   | 0.0  | 15.850 |
| 6                 | Mira Varay               | Hongrie     | 6.875   | 8.766   | 0.0  | 15.641 |
| 7                 | Olena Diachenko          | Ukraine     | 6.900   | 8.200   | 0.0  | 15.100 |
| 8                 | Ilaha Mammadova          | Azerbaïdjan | 6.750   | 8.133   | 0.0  | 14.883 |

#### Ballon
| Place              | Gymnaste                 | Pays        | D Score | E Score | Pen. | Total  |
| ------------------ | ------------------------ | ----------- | ------- | ------- | ---- | ------ |
| Médaille d'or      | Polina Shmatko           | Russie      | 7.700   | 9.400   | 0.0  | 17.100 |
| Médaille d'argent  | Alexandra Agiurgiuculese | Italie      | 7.550   | 9.233   | 0.0  | 16.783 |
| Médaille de bronze | Nicol Zelikman           | Israël      | 7.500   | 9.200   | 0.0  | 16.700 |
| 4                  | Yoana Nikolova           | Bulgarie    | 7.500   | 8.966   | 0.0  | 16.466 |
| 5                  | Julia Evchik             | Biélorussie | 7.150   | 8.866   | 0.0  | 16.016 |
| 6                  | Yulia Vodopyanova        | Arménie     | 7.150   | 8.766   | 0.0  | 15.916 |
| 7                  | Danae Collard            | France      | 7.150   | 8.733   | 0.0  | 15.883 |
| 8                  | Olena Diachenko          | Ukraine     | 6.250   | 8.166   | 0.0  | 14.416 |

#### Massues
| Place              | Gymnaste                 | Pays        | D Score | E Score | Pen. | Total  |
| ------------------ | ------------------------ | ----------- | ------- | ------- | ---- | ------ |
| Médaille d'or      | Polina Shmatko           | Russie      | 7.800   | 9.400   | 0.0  | 17.200 |
| Médaille d'argent  | Alexandra Agiurgiuculese | Italie      | 7.650   | 9.233   | 0.0  | 16.883 |
| Médaille de bronze | Yuliya Isachanka         | Biélorussie | 7.550   | 9.300   | 0.0  | 16.850 |
| 4                  | Yoana Nikolova           | Bulgarie    | 7.500   | 9.100   | 0.0  | 16.600 |
| 5                  | Yulia Vodopyanova        | Arménie     | 7.300   | 8.766   | 0.0  | 16.066 |
| 6                  | Olena Diachenko          | Ukraine     | 7.300   | 8.766   | 0.0  | 16.066 |
| 7                  | Elisabeth Rachid         | France      | 7.000   | 8.666   | 0.0  | 15.666 |
| 8                  | Yuliana Telegina         | Israël      | 7.000   | 8.633   | 0.0  | 15.633 |

## Tableau des médailles
| Rang  | Nation      | Or | Argent | Bronze | Total |
| ----- | ----------- | -- | ------ | ------ | ----- |
| 1     | Russie      | 7  | 1      | 0      | 8     |
| 2     | Biélorussie | 1  | 4      | 1      | 6     |
| 3     | Israël      | 1  | 2      | 2      | 5     |
| 4     | Italie      | 0  | 2      | 2      | 4     |
| 5     | Espagne     | 0  | 1      | 1      | 2     |
| 6     | Ukraine     | 0  | 0      | 1      | 1     |
| 6     | Bulgarie    | 0  | 0      | 1      | 1     |
| Total | Total       | 9  | 10     | 8      | 27    |